# 高松豪とたかまつななのオールナイトニッポン0(ZERO)
『高松豪とたかまつななのオールナイトニッポン0(ZERO)』（たかまつごうとたかまつななのオールナイトニッポンゼロ）はニッポン放送で2014年7月7日から9月22日まで放送されたラジオ番組。放送時間は月曜 27:00-29:00であった。
『大原櫻子のオールナイトニッポン0(ZERO)』の後継番組として、男女2人のパーソナリティの体制で始まり（高松豪・たかまつなな）、お笑い芸人とミュージシャンの組み合わせによるオールナイトニッポンは、オールナイトニッポンの歴史上、初めてであった。番組内ではメールを伝書鳩と表現していた。

## コーナー
- ヘンデルのコーナー(名称不明)

ゲオルク・フリードリヒ・ヘンデルをこよなく愛するたかまつななが全国にいるヘンデルファンの為にヘンデルの曲を紹介するコーナー。ヘンデルの生涯やヘンデルにゆかりのあるバッハやベートヴェンなども紹介する。
- 1万日を祝おう!

この世に生を受けてから1万日目は27歳の時に、2万日は54歳の時に訪れる。そんな1万日や2万日を祝うコーナー。
- 企画X(エックス)

ディレクターX(丹羽氏)が毎回課すお題に無名で新人の二人が必ず答えなければならないコーナー。お題の内容としては親に電話するものからパンを買ってくるものまで様々である。

## ゲスト
- 07月14日...溜口佑太朗（ラブレターズ）（飛び入り乱入）
- 08月04日...ゴー☆ジャス（飛び入り乱入）
- 08月25日...岡部磨知（ヴァイオリニスト）（公式ゲスト）
- 09月01日...吉田尚記（ニッポン放送アナウンサー）（飛び入り乱入）
- 09月08日...中田ちさと（AKB48）（公式ゲスト）

## スタッフ
- ディレクター：丹羽[2]

『インターネットラジオ 松任谷由実 はじめました』のディレクターであり、高松豪を松任谷由実に引き合わせた張本人。『企画X』にて指令を出すディレクターXとは彼のことである。
- AD：蛯名（えびちゃん）[3][4]

『ミュ〜コミ+プラス』水曜担当ディレクター、『やまだひさしのラジアンリミテッドF』ADを担当。以前は『和田正人・五十嵐隼士のオールナイトニッポン0(ZERO)』と『大原櫻子のオールナイトニッポン0(ZERO)』のディレクターを担当していた。